# Жерар, Иосиф
Ио́сиф Жера́р  (фр. Joseph Gérard OMI; 12 марта 1831, Буксьер-о-Шен, Франция — 29 мая 1914, Лесото) — блаженный Римско-Католической Церкви, священник, миссионер.

## Биография
Блаженный Иосиф Жерар был католическим миссионером, работавшим среди народа басуто, который жил на территории современного Лесото. Он получил теологическое образование в мужской монашеской конгрегации облатов Непорочной Марии", к которой он присоединился в 1851 году, когда ему было двадцать лет. Отличался хорошими способностями к изучению языков, которые впоследствии помогли ему изучить языки народов зулус и сесото.
В 1853 году он приехал в Южную Африку, где начал свою миссионерскую деятельность среди африканцев. В 1854 году его назначили настоятелем в католический приход города Питермарицбург. В 1862 году он присоединился к епископу Франсуа Алларду, который руководил миссионерами. С разрешения короля народа басото Мошоешо Басото I Иосиф Жерар основал миссионерский пункт Motse-oa-'M’a-Jesu («Деревня Матери Иисуса») в 32 километрах к югу от посёлка басуто Thaba Bosiu. Во время войн среди племён басото Иосиф Жерар не покинул миссионерский пункт, за что добился уважения у короля Мошоешо Басото I. В 1875 году Иосиф Жерар основал новую миссию святой Моники в районе Leribe, Северный Лесото, откуда он стал регулярно посещать представителей народа басуто, живших в Оранжевом Свободном государстве. В 1898 году он вернулся обратно в миссию Motse-oa-'M’a-Jesu, где оставался до самой смерти.
Иосиф Жерар умер 29 мая 1914 года. В результате его активной миссионерской работы жители современного Лесото являются в своём большинстве христианами католического вероисповедания.

## Прославление
15 сентября 1988 года Иосиф Жерар был причислен к лику блаженных римским папой Иоанном Павлом II во время его посещения в 1988 году Лесото.
День памяти в Католической Церкви — 29 мая.